# Eastern Professional Basketball League 1968-1969
La stagione EPBL 1968-69 fu la 23ª della Eastern Professional Basketball League. Parteciparono 10 squadre divise in due gironi.
Rispetto alla stagione precedente si aggiunsero gli Springfield Hall of Famers. I New Haven Elms ripresero le operazioni. Gli Asbury Park Boardwalkers scomparvero. Gli Springfield Hall of Famers fallirono durante la stagione.

## Squadre partecipanti
- Allentown Jets
- Binghamton Flyers
- Hartford Capitols
- New Haven Elms
- Scranton Miners
- Springfield H. Famers
- Sunbury Mercuries
- Trenton Colonials
- Wilkes-B. Barons
- Wilmington B.B.

## Classifiche

### Eastern Division
| Squadra                    | V  | P  | %    | GB  |
| -------------------------- | -- | -- | ---- | --- |
| Wilmington Blue Bombers    | 20 | 7  | 74,1 | -   |
| Trenton Colonials          | 13 | 12 | 52,0 | 6   |
| Hartford Capitols          | 11 | 15 | 42,3 | 8,5 |
| New Haven Elms             | 10 | 16 | 38,5 | 9,5 |
| Springfield Hall of Famers | 0  | 18 | 0,0  |     |

### Western Division
| Squadra             | V  | P  | %    | GB   |
| ------------------- | -- | -- | ---- | ---- |
| Wilkes-Barre Barons | 26 | 2  | 92,9 | -    |
| Scranton Miners     | 15 | 12 | 55,6 | 10,5 |
| Allentown Jets      | 15 | 13 | 53,6 | 11   |
| Sunbury Mercuries   | 10 | 16 | 38,5 | 15   |
| Binghamton Flyers   | 9  | 18 | 33,3 | 16,5 |

## Play-off

### Semifinali di division
|  | Wilmington Blue Bombers | 145 – 142 | New Haven Elms |  |

|  | Wilmington Blue Bombers | 151 – 139 | New Haven Elms |  |

|  | Hartford Capitols | 138 – 115 | Trenton Colonials |  |

|  | Hartford Capitols | 135 – 110 | Trenton Colonials |  |

|  | Wilkes-Barre Barons | 138 – 88 | Sunbury Mercuries |  |

|  | Wilkes-Barre Barons | 132 – 126 | Sunbury Mercuries |  |

|  | Scranton Miners | 131 – 119 | Allentown Jets |  |

|  | Scranton Miners | 124 – 118 | Allentown Jets |  |

### Finali di division
|  | Hartford Capitols | 123 – 114 | Wilmington Blue Bombers |  |

|  | Wilmington Blue Bombers | 140 – 108 | Hartford Capitols |  |

|  | Wilmington Blue Bombers | 140 – 126 | Hartford Capitols |  |

|  | Wilkes-Barre Barons | 126 – 108 | Scranton Miners |  |

|  | Wilkes-Barre Barons | 137 – 122 | Scranton Miners |  |

### Finale EPBL
|  | Wilkes-Barre Barons | 116 – 93 | Wilmington Blue Bombers |  |

|  | Wilmington Blue Bombers | 114 – 110 | Wilkes-Barre Barons |  |

|  | Wilkes-Barre Barons | 122 – 115 | Wilmington Blue Bombers |  |

|  | Wilmington Blue Bombers | 123 – 113 | Wilkes-Barre Barons |  |

|  | Wilkes-Barre Barons | 130 – 115 | Wilmington Blue Bombers |  |

### Tabellone
|  | Semifinali di division | Semifinali di division | Semifinali di division |              |            | Finali di division | Finali di division | Finali di division |  |  | Finale EBA | Finale EBA | Finale EBA |  |
|  |                        |                        |                        |              |            |                    |                    |                    |  |  |            |            |            |  |
|  | 1e                     | Wilmington             | 2                      |              |            |                    |                    |                    |  |  |            |            |            |  |
|  | 1e                     | Wilmington             | 2                      |              |            |                    |                    |                    |  |  |            |            |            |  |
|  | 4e                     | New Haven              | 0                      |              |            |                    |                    |                    |  |  |            |            |            |  |
|  | 4e                     | New Haven              | 0                      |              | 1e         | Wilmington         | 2                  |                    |  |  |            |            |            |  |
|  |                        |                        |                        |              | 1e         | Wilmington         | 2                  |                    |  |  |            |            |            |  |
|  |                        |                        | 3e                     | Hartford     | 1          |                    |                    |                    |  |  |            |            |            |  |
|  | 3e                     | Hartford               | 3e                     | Hartford     | 1          | 2                  |                    |                    |  |  |            |            |            |  |
|  | 3e                     | Hartford               |                        |              |            |                    |                    |                    |  |  |            |            |            |  |
|  | 2e                     | Trenton                | 0                      |              |            |                    |                    |                    |  |  |            |            |            |  |
|  | 2e                     | Trenton                | 0                      |              | Wilmington | Wilmington         | 2                  |                    |  |  |            |            |            |  |
|  |                        |                        |                        |              |            |                    |                    |                    |  |  |            |            |            |  |
|  |                        |                        | Wilkes-Barre           | Wilkes-Barre | 3          |                    |                    |                    |  |  |            |            |            |  |
|  | 2w                     | Scranton               | Wilkes-Barre           | Wilkes-Barre | 3          | 2                  |                    |                    |  |  |            |            |            |  |
|  | 2w                     | Scranton               |                        |              |            |                    |                    |                    |  |  |            |            |            |  |
|  | 3w                     | Allentown              | 0                      |              |            |                    |                    |                    |  |  |            |            |            |  |
|  | 3w                     | Allentown              | 0                      |              | 2w         | Scranton           | 0                  |                    |  |  |            |            |            |  |
|  |                        |                        |                        |              | 2w         | Scranton           | 0                  |                    |  |  |            |            |            |  |
|  |                        |                        | 1w                     | Wilkes-Barre | 2          |                    |                    |                    |  |  |            |            |            |  |
|  | 4w                     | Sunbury                | 1w                     | Wilkes-Barre | 2          | 0                  |                    |                    |  |  |            |            |            |  |
|  | 4w                     | Sunbury                |                        |              |            |                    |                    |                    |  |  |            |            |            |  |
|  | 1w                     | Wilkes-Barre           | 2                      |              |            |                    |                    |                    |  |  |            |            |            |  |

## Vincitore
| Campione EPBL 1969              |
| ------------------------------- |
| Wilkes-Barre Barons (6º titolo) |

## Premi EPBL
- EPBL Most Valuable Player: Stan Pawlak, Wilkes-Barre Barons
- EPBL Rookie of the Year: Rich Cornwall, Binghamton Flyers